# Werner Klatt
Werner Klatt (født 21. december 1948 i Schöneberg, død 3. april 2022) var en tysk roer, olympisk guldvinder og dobbelt verdensmester.

## Karriere

### Rokarriere
Klatt var med til at vinde EM-bronze i firer uden styrmand i 1969 og dernæst at blive verdensmester i toer uden styrmand i 1970 samt østtysk og europamester i 1971 i samme bådtype. I 1972 skiftede han til otteren og blev østtysk mester i denne alle årene 1973 til 1975. Han var ligeledes med til at blive europamester i 1973 og verdensmester i 1975.
Han var fortsat med i otteren ved OL 1976 i Montreal. Den øvrige besætning udgjordes af Gottfried Döhn, Bernd Baumgart, Hans-Joachim Lück, Dieter Wendisch, Roland Kostulski, Ulrich Karnatz, Karl-Heinz Prudöhl og styrmand Karl-Heinz Danielowski, og østtyskerne vandt deres indledende heat i ny olympisk rekordtid. I finalen var de ligeledes hurtigst og sejrede med et forspring på næsten tre sekunder ned til Storbritannien, der fik sølv, mens New Zealand tog bronzemedaljerne. I alt deltog 11 lande i konkurrencen.

### Videre karriere
Klatt var med i den østtyske marine og arbejdede desuden for sin roklub, ASK Vorwärts Rostock. Efter den tyske genforening blev han sælger og fik senere sit eget apotek.

## OL-medaljer
- 1976:  Guld i otter